# Лизимах (син на Птолемей II Филаделф)
Вижте пояснителната страница за други личности с името Лизимах.
Лизимах (на старогръцки: Λυσιμαχoς, Lysimachos, Lysimachus; живял през 3 век пр.н.е.) е принц от Древен Египет.

## Биография
Син е на египетския фараон Птолемей II Филаделф (283 – 246 пр.н.е.) и първата му съпруга Арсеноя I († 279 пр.н.е.), дъщеря на диадох Лизимах, цар на Тракия, и Никая. Брат е на Птолемей III Евригет и на Береника, която се омъжва за селевкидския владетел Антиох II Теос.
Той живее след брат си Птолемей III Евригет (246 – 221 пр.н.е.) и братовчед си Птолемей IV Филопатор (221 – 204 пр.н.е.), но е екзекутиран по нареждане на Сосибий, регентът на Птолемей V Епифан (204 – 181 пр.н.е.).